# Alessio Slavo
Alessio Slavo (in bulgaro Алексий Слав?, in greco  Ἀλέξιος Σθλαῦος?; ... – dopo il 1229) è stato un nobile bulgaro (болярин, Boyarin) appartenente alla dinastia Asen; fu governatore di Melnik (nell'attuale Bulgaria sud-occidentale) sui Monti Rodopi prima di stabilirvi un principato che durò fino alla sconfitta nella battaglia di Klokotnica (1230).

## Biografia

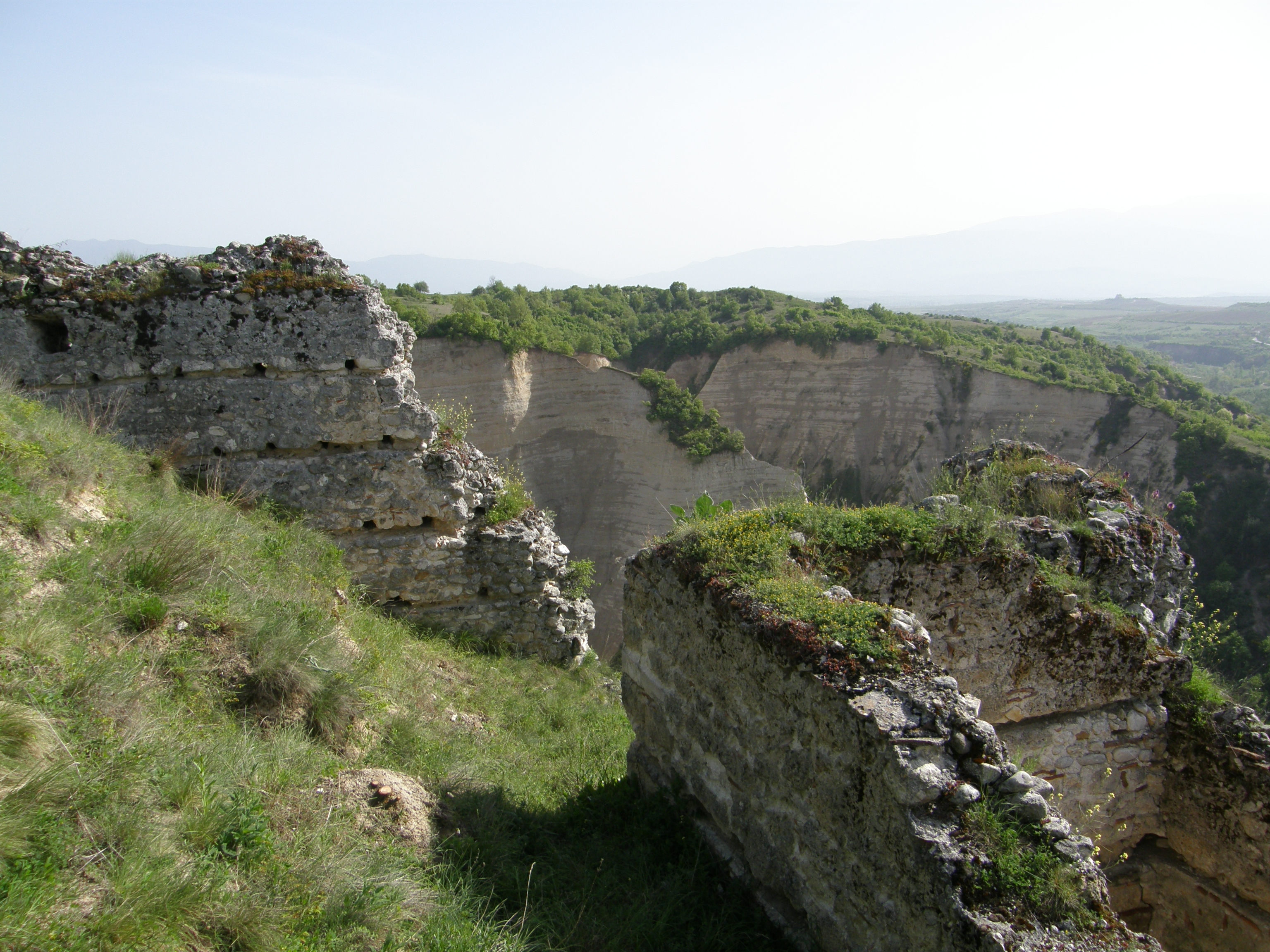
La fortezza di Alessio Slavo vicino a Melnik

Nipote del fondatore della dinastia Asen, Alessio era nipote degli zar Ivan Asen I (1189-1196) e Kalojan (1197-1207), nonché cugino dei principi Boril (1207-1217) e Strêz. Viene menzionato per la prima volta durante le dispute per la successione di Kalojan e l'ascesa al trono di Boril.
Quando Kalojan morì davanti alle mura di Tessalonica nel 1207, Boril si impadronì del trono e i suoi legittimi eredi, Ivan Asen e Alessandro Asen, dovettero fuggire dal Paese. Come Strêz, Alessio rifiutò di riconoscere la legittimità di Boril e si alleò con l'imperatore latino Enrico di Hainaut, di cui sposò la figlia, ricevendo il titolo di despota. Nel novembre 1208 lasciò Veliko Trnovo per affermarsi come signore indipendente di un vasto territorio sui Monti Rodopi, dove stabilì la sua capitale a Tsepina. Fu alleato di Enrico e combatté al suo fianco contro i Bulgari, che lo ricompensarono dopo la sconfitta dei Bulgari presso Plovdiv con il titolo di despota e la promessa di sostenere la sua pretesa al trono bulgaro.
Ben presto, però, Enrico di Hainaut venne a fare pace con Boril, di cui sposò la figlia. Con la morte della prima moglie che allenta i legami con Enrico, Alessio, in cerca di alleati, si avvicina a Teodoro Comneno Dukas, despota d'Epiro e della Tessaglia (r. 1215-1230) e autoproclamatosi imperatore di Tessalonica. Si risposò con una parente di Teodoro, con il quale combatté i Bulgari nel 1211. Questa nuova alleanza gli permise di espandere il suo territorio e di conquistare la fortezza di Melnik, dove trasferì la propria capitale nel 1215. Ormai autocrate, Alessio Slavo vi creò una corte composta sia da bulgari che da franchi (un'epigrafe contemporanea cita un sebastos tra i franchi). In un documento emesso per confermare la donazione di terre al monastero della Madre di Dio Speliotissa, vicino alla capitale, il monastero viene indicato come quello del "despota e zar", a conferma della sua pretesa al trono di Asen.
Questa alleanza non lo avvantaggiò a lungo. Nonostante l'alleanza conclusa nel 1221-1222 con i bulgari, Teodoro Comneno Dukas si sentiva sufficientemente sicuro della sua posizione in Epiro e Tessaglia da concludere che la Bulgaria era l'ultimo ostacolo alla conquista di Costantinopoli. Nel marzo del 1230 decise quindi di rompere l'alleanza e di invadere la Bulgaria con un grande esercito. Colto di sorpresa, Ivan Asen II ebbe solo il tempo di radunare alcune migliaia di soldati. Lo scontro decisivo ebbe luogo il 9 marzo nei pressi del villaggio di Klokotnica. L'esercito di Teodoro fu annientato e solo una piccola parte della sua armata riuscì a fuggire agli ordini del fratello di Teodoro, Manuele.
Non si sa cosa sia successo ad Alessio dopo questa data. Appare nelle fonti per l'ultima volta nel 1228. Una cosa è certa: il suo territorio entrò a far parte dell'Impero bulgaro dopo Klokotnica, o perché Asen lo conquistò con una spedizione militare o perché Alessio si arrese e ottenne una posizione a corte. Secondo lo storico Vasil Zlatarski, non è da escludere che abbia continuato a governare Melnik, ma come vassallo di Ivan Asen II. Alcuni studiosi lo collegano allo stolnik Slavo da un'iscrizione ad anello più tarda riportata alla luce a Tarnovo, ma questa identificazione non è attendibile secondo lo storico Ivan Bozhilov.

## Discendenza
Alessio Slavo si sposò due volte: prima con una sconosciuta figlia illegittima di Enrico di Fiandra e poi, dopo la sua morte, con la figlia di un membro della famiglia Petralife, cognato del sovrano dell'Epiro (e dopo il 1225 imperatore di Tessalonica) Teodoro Comneno Dukas (forse il sebastocratore Giovanni Petralife). Le fonti non forniscono informazioni su eventuali discendenze.